# Il paese di Pulcinella
Il paese di Pulcinella è il sesto album in studio del gruppo musicale Radici nel Cemento, pubblicato nel 2008 dall'etichetta discografica RNC Produzioni.

## Descrizione
L'album, interamente autoprodotto, è un ritratto della situazione sociale e politica del nostro paese.

## Tracce
1. Siamo tutti omosessuali – 3:47
2. L'ottimista – 4:37
3. Sò Rugantino – 3:57
4. Lassame perde – 3:24
5. L'alchimia – 3:37
6. M'illumino di meno – 4:11
7. Il paese di Pulcinella – 4:58
8. Scegli il sole – 4:02
9. My Woman – 3:05
10. Borg – 4:21
11. La bicicletta – 4:24
12. E' vita (feat. Papa Gianni, Marina) – 3:43
13. Spacco tutto – 4:13
14. L'altalena – 7:43
15. Scegli il dub – 3:40
16. Il paese di Pulcinella (Angelo version) – 3:52
17. Settecolli ska (feat. Radio Maroon) – 3:28

Durata totale: 71:02

## Formazione
- Adriano Bono - voce, flauto , cori
- Giulio Ferrante - basso, cori e voce
- Christian Stephan Simone - sax
- Giorgio "Rastablanco" Spriano - chitarre, voce
- Vincenzo Caristia - batteria
- Federico Re - percussioni
- Leonardo Bono - dub